# Otto Sverdrup
Otto Neumann Knoph Sverdrup (31. oktober 1854 i Bindal – 26. november 1930 i Sandvika, Bærum) var en norsk skibsfører, opdagelsesrejsende og polarforsker. Fra 1874 boede han i Steinkjer. I 1908 købte han Villa Walle i Sandvika, som han kaldte Homewood, og hvor han boede til sin død. Fridtjof Nansen, Roald Amundsen og Otto Sverdrup regnes som de tre store i norsk polarhistorie.

## Unge år
Sverdrup blev født på Horstad gård i Åbygda i Bindal, som den næstældste i en søskendeflok på ti. Han var søn af Ulrik Fredrik Suhm Sverdrup (1832-1914) og Petra Neuman Knoph (1831-1885). Sverdrup og hans et år ældre bror Peter Jacob havde morfaren Peter Randulf Knoph som huslærer. Som 17-årig forlod Sverdrup Bindal og sejlede i tre år på udenrigsfart. Han far købte gården Trana i Ogndal lige ved Steinkjer i 1874, som også blev Otto Sverdrups hjem. I 1875 tog Sverdrup styrmandseksamen i Christiania, i 1876-1877 gik han i skole i Trondhjem, og han tog skibsførereksamen i Kristiania i 1878. Sverdrup sejlede som styrmand på en række fartøjer i Norge og USA, og han var kaptajn både på en skonnert og på et af Trøndelagskystens første dampskibe, D/S Trio, da han som 24-årig var skipper på strækningen Trondhjem-Foldereid. Han var også på fiskeri en sæson. En gang forliste Sverdrup ud for Skotlands vestkyst, og takket være hans besindighed, blev mandskabet bjærget.

## Ekspeditioner

### På ski over Grønland (1888)
I 1888 blev Sverdrup, Samuel Balto, Oluf Dietrichson, Ole Nilsen Ravna og Kristian Kristiansen udvalgt som deltagere i den 26 år gamle Fridtjof Nansens ekspedition over Grønland. På grund af isforholdene, lykkedes det dem ikke at komme i land, da de ankom til Grønlands østkyst med sælfangerskibet Jason; i flere døgn drev de sydover langs kysten på en isflage. Efter at være kommet ind til land, roede og sejlede de i to små både i tolv døgn nordover langs østkysten. På ski forlod de Umivik den 15. august 1888 og ankom til Ameralikfjorden på vestkysten den 29. september 1888. Det var den første dokumenterede krydsning af Grønland.

### Den førsteFram-ekspedition (1893-1896)
I 1893 fik Sverdrup kommandoen på polarskibet Fram på Nansens ekspedition over Polhavet, der var et forsøg på at nå frem til den geografiske nordpol via den naturlige øst-vest-strøm i Ishavet. Fram sejlede fra Vardø, gik syd om Novaja Zemlja og videre langs nordkysten af Sibirien til 133° 37' grader øst, hvor Fram frøs fast i isen og drev med over Polhavet i tre år. Foruden Nansen og Sverdrup, deltog Sigurd Scott Hansen, Henrik Greve Blessing, Hjalmar Johansen, Anton Amundsen, Bernard Nordahl, Bernt Berntsen, Ivar Otto Irgens Mogstad, Peder Leonard Hendriksen, Theodor C. Jacobsen, Lars Peterson og Adolf Juell. Ekspeditionen foretog en række videnskabelige målinger inden for meteorologi, magnetisme, oceanografi og astronomi.
I 1895 forlod Nansen og Hjalmar Johansen Fram med ski og hundeslæder i et forsøg på at nå Nordpolen. Sverdrup blev da leder af resten af ekspeditionen. Efter Fram var kommet fri af isen i 1896, traf Sverdrup ingeniør Salomon August Andrée, der havde besluttet at udsætte sin ballonekspedition til Nordpolen til det efterfølgende år. Mødet fandt sted på Danskøya på Svalbard.
Natten til den 20. august 1896 ankom Fram til Skjervøy og indledte en triumffærd langs kysten til Kristiania. Først gik færden til Tromsø, hvor Sverdrup og hans mænd blev genforenet med Fridtjof Nansen og Hjalmar Johansen, der var ankommet til Vardø en uge tidligere.

### Den andenFram-ekspedition (1898-1902)
Mellem 1898 og 1902 ledte Sverdrup en ekspedition til Nordvest-Grønland og området nord for det daværende østlige Canada, områder der delvist var ukendt land. Ekspeditionen var finansieret af Ringnes-bryggeriet, grundlagt af brødrene Ellef Ringnes og Amund Ringnes samt Axel Heiberg.
Med om bord på Fram havde Sverdrup fem videnskabsmænd og et mandskab på ti. Videnskabsmændene var Gunnar Isachsen (kartograf), Per Schei (geolog), Herman Georg Simmons (svensk botaniker), Edvard Bay (dansk zoolog) og Johan Svendsen (læge). Harpunér Peder Leonard Hendriksen deltog ligesom på den første Fram-ekspedition. Besætningen bestod ellers af ekspeditionens næstkommanderende Victor Baumann, styrmand Oluf Raanes, maskinist Karl Olsen, kok Henrik Lindstrøm, Jacob Nødtvedt, Rudolf Stolz, Ove Braskerud, Ivar Fosheim og Sverre Hassel, der senere deltog i Roald Amundsens sydpolekspedition. Svendsen og Braskerud døde på færden.
Ekspeditionen forsøgte at sejle rundt om Grønland via Baffinbugten, men det lykkedes ikke at komme gennem Nares Strædet. De udforskede og navngav mange ikke kortlagte fjorde og halvøer på vestkysten af Ellesmere Island, hvilket forklarer de mange norske navne i området, så som Ellef Ringnes Island, Amund Ringnes Island og Axel Heiberg Island, som er en del af øgruppen Sverdrup Islands. På vegne af Norge, gjorde Sverdrup krav på øerne, hvilket medførte en terriorial strid mellem Norge og Canada. Øerne blev ikke bosat før i 1930, hvor Norge opgav kravet på dem. I 1931 købte Canadas regering Sverdrups ekspeditionsoptegnelser for 67.000 canadiske dollar. I dag opbevares optegnelserne hos Library and Archives Canada. Kun to uger efter købsaftalen var underskrevet, døde Sverdrup.
Ekspeditionen kortlagde et område på cirka 150.000 km² af det som i dag er det territoriet Nunavut i det arktiske Canada. Ekspeditionen kortlagde også flora og fauna samt foretog geologiske og oceanografiske observationer.
Sverdrup havde planlagt tre overvintringer, men isforholdene gjorde det umulig at komme ud i åbent farvand i 1901, hvorfor ekspeditionen varede til 1902.

### Den russiske undsætningsekspedition (1914-1915)
I 1914 ledte Sverdrup en ekspedition om bord på Eklips til Karahavet, for at lede efter to forsvundne russiske ekspeditioner.

### Den sidste ekspedition
Sverdrups sidste ekspedition fandt sted i 1921, hvor han fra broen på den sovjetiske isbryder Lenin, var kommandør over en konvoj bestående af fem fragtskibe på en eksperimentel sejlads gennem Karahavet til udmundingen af Ob og Jenisej. Skibene nåede deres mål og vendte sikkert tilbage. Det blev anset for et vigtigt skridt i udviklingen af Karahavet, som en del af den nordlige søvej.

## Anerkendelse
Sverdrupøerne har navn efter Otto Sverdrup.
En af det norske søforsvars fregatter er opkaldt efter Otto Sverdrup.